# András Pályi
András Pályi (* 1. prosince 1942, Budapešť) je maďarský spisovatel, překladatel a kritik.
Na univerzitě vystudoval obor maďarština–polština, studoval i divadlo a film. Pracoval jako redaktor v novinách a časopisech a v letech 1991–1995 jako ředitel Maďarského kulturního centra v Polsku.
V češtině zatím vyšel jeho román Příchody (Host, 2005, ISBN 80-7294-160-7) přeložený Anou Okrouhlou.

## Dílo
- Seznam děl v Souborném katalogu ČR, jejichž autorem nebo tématem je András Pályi
- Tiéd a kert (Tvá je zahrada, 1978) – povídky
- Éltem (Žil jsem, 1988) – dvě novely
- Kövek és nosztalgia (Kameny a nostalgie, 1989) – dvě novely
- Egy ember kibújik a börbõl (Člověk vyklouzne z kůže, 1991) – eseje
- Éltem/Másutt/Túl (Žil jsem/Jinde/Za, 1996) – román
- Suszterek és szalmabáb (Ševci a strašák ze slámy, 1998) – studie
- Provence-i nyár (Léto v Provenci, 2001) – výbor povídek
- Megérkezés (Příchody, 2003) – román

Napsal také hru A tigris (Tygr), která měla premiéru v roce 1963 v Národním divadle v Pécsi.

## Ocenění
- 1984 – Cena divadelních kritiků
- 1991 – Polská cena za kulturu
- 1997 – Krúdyho cena
- 1999 – Cena Pro Literatura
- 2001 – Cena Milána Füsta